# Prey for the Devil
Prey for the Devil (titulada como Reza por el diablo en España y La luz del diablo en Hispanoamérica) es una película estadounidense de terror sobrenatural dirigida por Daniel Stamm y escrita por Robert Zappia. Es protagonizada por Jacqueline Byers, Virginia Madsen, Ben Cross (en su último papel cinematográfico, y a quien está dedicada la película), Colin Salmon, Christian Navarro y Nicholas Ralph.
La película fue estrenada el 28 de octubre de 2022 por Lionsgate.

## Sinopsis
La historia de la hermana Ann, una inquieta joven de veinticinco años que cree devotamente que realizar exorcismos es su vocación. Pero ella está en desacuerdo con las tradiciones de la institución: a las hermanas no se les permite realizar exorcismos, solo a los sacerdotes. Con el apoyo de un mentor, un profesor que siente su don especial, se le permite observar las sesiones de capacitación reales. Su deseo de demostrar su valía da un giro personal cuando conoce a uno de los pacientes más perturbados de la escuela. Durante sus desgarradores encuentros, la hermana Ann se encuentra cara a cara con una fuerza demoníaca que infesta la escuela y tiene lazos misteriosos con su propio pasado. Es entonces cuando el poder del mal y sus propias habilidades sorprendentes se realizan plenamente.

## Reparto
- Jacqueline Byers como la hermana Ann
- Virginia Madsen como la Dra. Judy Peters
- Ben Cross como el cardenal Matthews
- Colin Salmon como el padre Quinn
- Christian Navarro como el padre Dante
- Nicholas Ralph como el padre Raymond

## Producción
El proyecto se anunció en junio de 2020, con Jacqueline Byers, Virginia Madsen, Ben Cross, Colin Salmon, Christian Navarro y Nicholas Ralph como actores de la película. Robert Zappia escribirá el guion, mientras que Daniel Stamm actuará como director.
El 18 de agosto de 2020, Cross murió diez días después de completar su papel en esta película, lo que convierte a Prey for the Devil en su última aparición cinematográfica.

## Estreno
Prey for the Devil fue estrenada en cines en los Estados Unidos el 28 de octubre de 2022 por Lionsgate.

## Recepción
Prey for the Devil recibió reseñas generalmente negativas de parte de la crítica y de la audiencia. En el sitio web especializado Rotten Tomatoes, la película posee una aprobación de 16 %, basada en 32 reseñas, con una calificación de 4,1/10, mientras que de parte de la audiencia tiene una aprobación de 62 %, basada en más de 500 votos, con una calificación de 3,5/5.
El sitio web Metacritic le dio a la película una puntuación de 38 de 100, basada en 5 reseñas, indicando «reseñas generalmente desfavorables». Las audiencias encuestadas por CinemaScore le otorgaron a la película una C+ en una escala de A+ a F, mientras que en el sitio IMDb los usuarios le asignaron una calificación de 5,2/10, sobre la base de 4406 votos. En la página web FilmAffinity la cinta tiene una calificación de 5,2/10, basada en 40 votos.